# Slivnica pri Celju
Slivnica pri Celju – wieś w Słowenii, w gminie Šentjur. W 2018 roku liczyła 111 mieszkańców.